# Slingers (Marvel Comics)
Los Slingers son un grupo de superhéroes ficticios que aparecen en los cómics estadounidenses publicados por Marvel Comics. Protagonizaron su propio cómic epónimo de corta duración.

## Historia ficticia del equipo
Los Slingers eran cuatro superhéroes adolescentes que habían sido inspirados por Spider-Man. El grupo apareció por primera vez en Slingers # 0, un cómic promocional gratuito incluido en un número de Wizard. Slingers # 1 utilizó un truco de ventas controvertido: se produjeron cuatro versiones del primer número, cada una contando una cuarta parte de la historia del primer número desde el punto de vista de uno de los cuatro miembros del equipo. La serie no logró mantener las ventas, a pesar de una pequeña pero leal base de seguidores, y la serie se canceló con el número 12.
Los cuatro miembros del equipo usaron disfraces y nombres en clave que Spider-Man había usado durante el cruce de "Crisis de identidad". Durante "Crisis de identidad", Spider-Man fue buscado por asesinato con una recompensa de cinco millones de dólares publicada por su captura. En lugar de su identidad disfrazada normal, adoptó otros cuatro trajes y creó una persona diferente para luchar contra el crimen para cada traje. Después de que esta crisis había terminado, descartó los cuatro disfraces, y posteriormente desaparecieron, reapareciendo en posesión del superhéroe de la Edad de Oro llamado Black Marvel. Marvel dio los disfraces a cuatro jóvenes y los entrenó para convertirse en héroes.
Además de breves cameos en Nuevos Guerreros y Concurso de Campeones II, durante el cual fueron derrotados por los Nuevos Guerreros en un juego de baloncesto, los equipos razonaron que no todos los combates tenían que ser una pelea directa, el equipo no apareció en ningún otro lado, y en su propia serie solo recibió algunas breves apariciones por su inspiración, Spider-Man. Cuando se reveló que Black Marvel había recibido los disfraces a través de un trato con el demonio Mephisto, los Slingers se separaron de él y luego regresaron para liberar su alma de Mephisto. El Black Marvel murió, libre del alcance de Mephisto, y el equipo aparentemente se disolvió. Ricochet hizo varias apariciones como invitado en el cómic Marvel Runaways como miembro de Excelsior, un grupo de ex héroes adolescentes cuyos objetivos son ayudar a otros superhéroes adolescentes a adaptarse a la vida mundana y disuadir a otros adolescentes con superpoderes de convertirse en héroes. Fueron introducidos en "True Believers", el primer arco de Runaways Volumen Dos. Ricochet (mientras asistía a su reunión de grupo habitual) siguió a Darkhawk y a la tercera Spider-Woman en su misión de eliminar a los traficantes de MGH que alguna vez utilizaron a Mattie como fuente de la droga.
Después de la ruptura de los Slingers, Avispón fue encontrado muerto por las fuerzas de S.H.I.E.L.D.. Había muerto enfrentando a Wolverine, a quien la Mano le había lavado el cerebro, un culto ninja malvado. Prodigio resurgió luchando contra Iron Man durante el evento de la Guerra Civil. Finalmente se unió al movimiento clandestino del Capitán América, y más tarde se convirtió en un recluta para el programa Iniciativa. Dusk ha sido visto como un cautivo del Amo de las Marionetas. Al final de Vengadores: La Iniciativa, Prodigio fue liberado de la Prisión 42, en la que fue detenido por haberse resistido al régimen de Osborn, y comenzó a trabajar como un orador motivador mientras intentaba reunir a los Slingers.
Después de que la toma de control de América por parte de Hydra se vio frustrada, Avispón fue visto activo en Las Vegas, lo que provocó que Ricochet y Dusk viajen allí para enfrentarse a su aliado aparentemente resucitado, incluso cuando Hornet roba de un casino por parte de su empleador Silas Thorne y es confrontado por Araña Escarlata. Después de la confrontación inicial, Ricochet se entera de que el nuevo Avispón no solo está trabajando con Prodigio, sino que recibió su traje de Black Marvel y, por lo tanto, está convencido de unirse a los otros Slingers para obligar a la Araña Escarlata a entregarse a la policía por golpear a Silas. Thorne estaba tan mal que lo enviaron al hospital (a los varios Slinger no les preocupaba el papel que informaba Thorne en el robo de suministros de alimentos de una campaña benéfica planificada). Después de tomar a Cassandra Mercury como rehén, ella es encontrada gracias a Ben Reilly y Kaine Parker que rastrean su teléfono móvil oculto, donde descubren que los Black Slingers están liderando a los Slinger. Sin embargo, Dusk se da cuenta de que Black Marvel no tiene alma, y el daño a los guanteletes de Hornet revela su verdadera identidad como Cyber que fue revivido por la entidad aún no identificada que se hacía pasar por Black Marvel. Aunque el Black Marvel se burla de ellos de que eran héroes pobres debido a su falta de coordinación como equipo, los otros tres Slingers unen fuerzas con las dos Arañas para derrotar a Cyber y al demonio que posee el Black Marvel, los Slingers derrotan a Cyber mientras que Reilly y Kaine exorcizar al demonio. Con la batalla concluida, los Slinger aceptan que Reilly lamenta su anterior paliza a Thorne, reconociendo los tonos de gris.

## Miembros del equipo
Los cuatro miembros de los Slingers fueron:
- Dusk (Cassie St. Commons): la hija gótica de una rica pareja de Connecticut, murió en Slingers # 0, y misteriosamente regresó de entre los muertos en Slingers # 1. Dusk tiene muchas habilidades sobrenaturales. Su poder principal es la capacidad de teletransportarse a sí misma, o a otros, a cualquier lugar que desee. Ella puede manipular sombras para formar objetos o construcciones de energía oscura sólida. También tiene la capacidad de sentir el paradero de sus compañeros de equipo y sabe si están en peligro. Era consciente de los sentimientos de Avispón hacia ella, pero se sintió atraída por Johnny Gallo, que estaba saliendo con otra persona durante el curso de Slingers. Fue vista (vestida) como una prisionera hipnotizada retenida por el Amo de las Marionetas en Ms. Marvel, vol. 2, # 18. Dusk no hizo más apariciones durante la historia, que concluyó con la derrota del Amo de las Marionetas y la liberación de sus otros cautivos. Reapareció en Las Vegas para ayudar a Ricochet y la Araña Escarlata en una confrontación con una criatura demoníaca convocada por el nuevo Avispón.
- Avispón (Eddie McDonough): un estudiante de primer año en la Universidad Empire State y víctima de parálisis cerebral, vestía una armadura con capacidad de vuelo lo que le permitió volar a altas velocidades. Los micro-servos en el traje blindado mejoraron su fuerza más allá de los niveles normales y le permitieron usar su brazo derecho marchito. Sus guanteletes contenían blasters de muñeca que podían disparar dardos llenos de un sedante de acción rápida, que llamó "Stingers", así como poderosos rayos láser. Después de que el grupo se disolvió, él y Ricochet finalmente volvieron a luchar juntos contra el crimen bajo las mismas identidades hasta que Avispón fue asesinado luchando contra un Wolverine con el cerebro lavado. Su disfraz ha sido utilizado por un individuo que inicialmente se identificó solo como 'Silas', hasta que se reveló que su verdadera identidad era el viejo enemigo de Wolverine, Cyber.
- Prodigio (Ritchie Gilmore): El líder del grupo; un luchador que asistió a la Universidad Empire State. Es un solitario atlético y terco. El traje de Prodigio está místicamente impregnado de poder, dándole una fuerza sobrehumana increíble, lo suficiente como para detener un tren a toda velocidad con sus propias manos. Puede saltar distancias increíbles, pareciendo volar. Su traje dorado es completamente a prueba de balas y puede soportar la mayoría de los ataques físicos. Su capa tiene propiedades similares; solo una vez protegió a un niño de un edificio en llamas que se derrumbaba a su alrededor. Prodigio renunció a su capa y poderes al final de la serie Slingers. Sin embargo, luego reapareció, aparentemente fortalecido. No se ha explicado cómo recuperó sus habilidades y su capa. Fue arrestado en Civil War: Frontline # 2 por Iron Man, por desafiar abiertamente la Ley de Registro de Superhéroes. Prodigio logró enviar un mensaje a la gente del Universo Marvel, y sus acciones fueron consideradas el primer acto de la Guerra Civil. Fue liberado por el equipo del Capitán América durante la fuga de la prisión, y se unió a ellos para oponerse a Iron Man y su equipo de héroes registrados. Después de la derrota del equipo del Capitán América, Prodigio volvió a cumplir su condena en la cárcel, pero se le ofreció la oportunidad de servir en el Programa de Iniciativa. Finalmente se unió, a regañadientes, en el tercer grupo de reclutas. No se debe confundir a Ritchie con David Alleyne de los Nuevos Mutantes, que también usó el nombre en clave Prodigio.
- Ricochet (Johnny Gallo): Un mutante con agilidad sobrehumana, que le permite saltar grandes distancias. Tiene reflejos increíbles que, combinados con sus poderes de salto, le permiten rebotar en las paredes (rebotar, por así decirlo). Sus poderes mutantes también le dan un "Sentido de peligro", que funciona de manera muy similar al "Sentido Arácnido" de Spider-Man. Las mangas de su chaqueta sostienen hasta ocho discos de lanzamiento. Ricochet originalmente usó discos que rebotó en las paredes, al igual que él mismo. Avispón luego le proporcionó a Ricochet discos especiales de "trucos", que pueden regresar al lanzador después de un corto tiempo, o incluso autodestruirse. La madre de Johnny fue asesinada cuando Johnny estaba en su adolescencia. Mucho más tarde, descubrió que su asesino era Orphan-Maker. Johnny tuvo una relación problemática con su padre frío e indiferente. Ricochet y Avispón volvieron a luchar contra el crimen en un momento después de que los Slinger se disolvieran, pero la muerte de Avispón llevó a Johnny a buscar ayuda para abandonar la vida disfrazada. Se unió al "grupo de recuperación de superhéroes adolescentes" con la sede en Los Ángeles, Excelsior, donde, a pesar de la declaración de la misión del grupo, se ha encontrado luchando junto con otros miembros del grupo contra las amenazas locales. Volvió a la acción una vez más para investigar la aparente resurrección del Avispón en Las Vegas.